# Ariadna montana
Ariadna montana är en spindelart som beskrevs av William Joseph Rainbow 1920. Ariadna montana ingår i släktet Ariadna och familjen sexögonspindlar. Inga underarter finns listade i Catalogue of Life.